# Duna Menti Múzeum

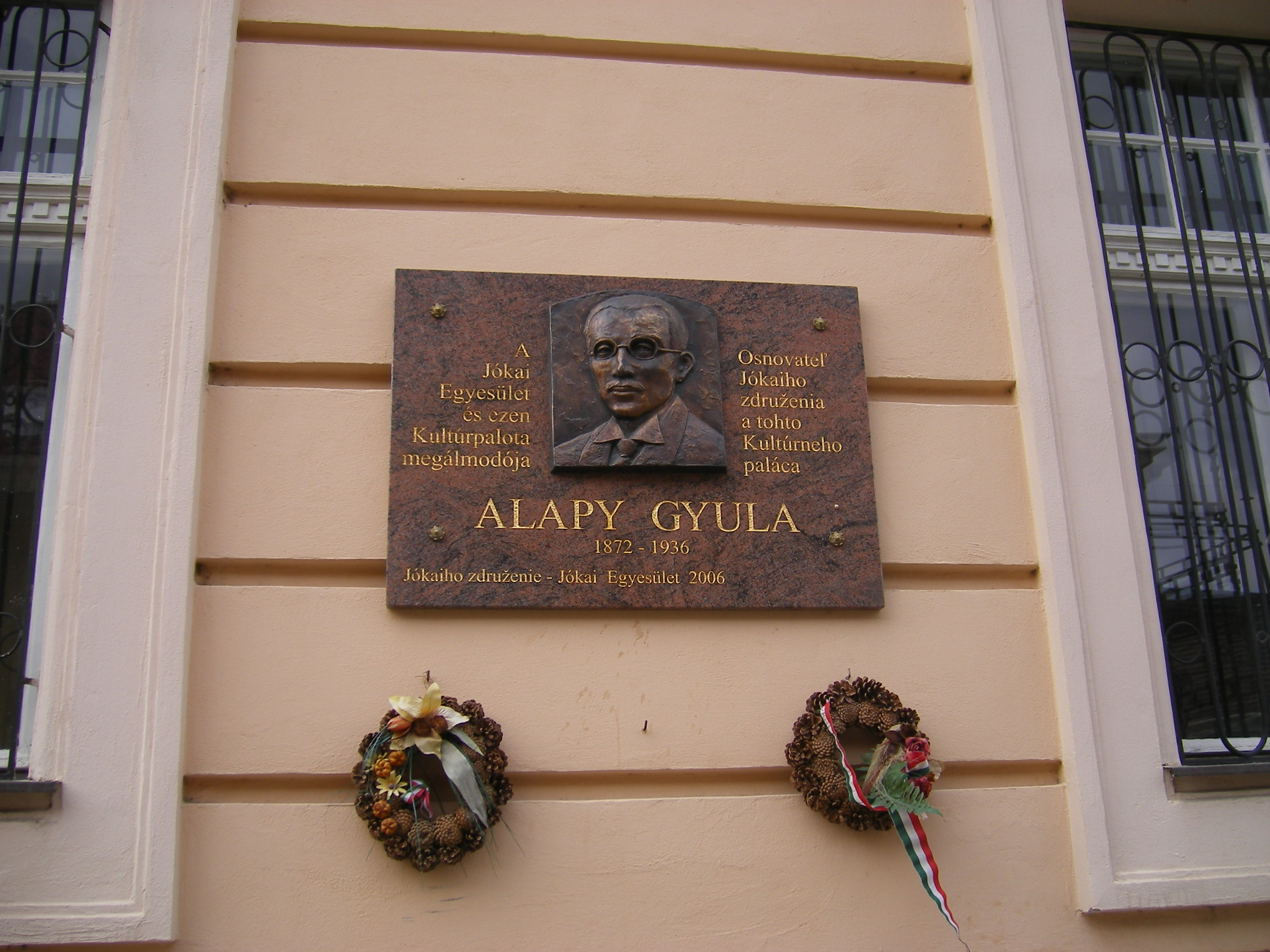
Alapy Gyula emléktáblája a múzeum falán

A komáromi Duna Menti Múzeum székhelye az észak-komáromi Nádor utcában található, az 1913-ban épült kultúrpalota épületében. A szlovákiai magyar kultúra egyik legfontosabb központja, egyben Szlovákia leggazdagabb római kori gyűjteményével is büszkélkedhet.
2002 és 2007 között a múzeum hivatalos magyar neve Magyar Kultúra és Duna Mente Múzeuma volt, 2007. október 29-én az intézményfenntartó Nyitrai kerület képviselőtestülete kivette nevéből a magyar kultúrára vonatkozó kifejezést.

## Története
A múzeum ötletét a vármegye-székhelyen legelőször Rómer Flóris vetette fel, kezdeményezése azonban a vármegye vezetőségénél süket fülekre talált. A múzeumi gyűjtemény létrehozásának szükségessét sokan látták, elsősorban a római kori leletek környékbeli gazdag előfordulása végett.
A Duna Menti Múzeum az 1886-os alapítástól kezdve egészen a második világháború végéig muzeális és művelő egyesületek keretében fejtette ki hatását. 1886 decemberében alapították A Komárom-vármegyei és Komárom városi Történeti és Régészeti Egyletet. Az egylet titkárának, Gyulai Rudolf bencés rendi tanárnak szerkesztésében jelentek meg az értesítők (1888-1893 között 6 évfolyam) és 1889-ben a gyűjteménykatalógus (Kalauz). Ezen kezdeményezés a 90-es évek közepén fokozatosan elsorvadt, végül Gyulai Rudolf is elhagyta a várost. Az egylet új A Komárom vármegyei és városi "Muzeum-Egyesület" néven 1900-ban éledt újjá. Az értesítői előbb Weszelovszky János (1901-1904 között 3 évfolyam), majd Alapi Gyula (1905-1910 között 6 évfolyam) titkárok szerkesztésében jelentek meg. 1911-ben a múzeum egyesületet egyesítik a Közmívelődési Egyesülettel és a Vármegyei Könyvtárral és létrejön a Jókai Mór nevét felvevő A Jókai Közmívelődési- és Muzeum Egyesület, mely a tevékenységét egészen 1947-ig fejtette ki a városban. Az egyesületi évkönyv Komárom névvel 1913-ban indult újra, Alapi főtitkár, egyben múzeum- és könyvtárigazgató szerkesztésében és 1916-ig amikor is a világháborús események miatt leállt a kiadása 4 évfolyamot ért meg.
A múzeum gyűjteménye előbb a református kollégium nagytermében kapott szűkös helyet, majd 1897-ben a törvénykezési épület (törvényszéki palota) második emeletén került elhelyezésre, végül 1900 augusztusától a felújított Esterházy-pavilonban nyitotta meg kapuit. 1913 novemberében avatják fel a Kultúrpalotát és a következő év áprilisában nyitják meg benne a múzeum kiállításait, amely épület ma egészében a múzeum főépülete.
A Szent András-templommal szemben álló Kultúrpalota helyén 1913-ig a bencés algimnázium (eredetileg 1749-ben emelt, majd 1861-ben újjáépített) épülete állt. 1908-ban a Király püspök utcában felépült a gimnázium ma is álló új épülete, így 5 év múlva a régit lebontották. Az épületet a Jókai Egyesület építtette jelentős állami támogatással, Hültl Dezső műegyetemi tanár tervei alapján. Alapkőletételére május 7-én, felavatására november 29-én került sor. Az Anglia-parkban levő Esterházy-pavilonból ide költözött a városi múzeum és 1914. április 2-án megnyílt az első állandó kiállítás. Az épület nagytermében 1914-1918 között a Vöröskereszt kisegítő hadkórháza működött.
Az őszirózsás forradalom idején forradalmi gyűlések és előadások színhelye volt. A Jókai Egyesület 1919-ben kapta vissza az épületet. A két világháború közti időszakban pezsgő kulturális élet színhelye volt, számos hangversenynek, írói estnek, színielőadásnak adott otthont. 1925-ben az író születésének centenáriumán nyitották meg a Jókai kiállítást, 1936-ban pedig ez egyesület 25. évfordulójára a múzeum kiállításait újrarendezték és áprilisban megnyitották a felszabadult termekben a 48-as kiállítást és a Jókai emlékszobát. Entomológiai gyűjteményt legkésőbb 1934-ben, a besztercebányai Wachenhusen Antal hagyatékának Komáromban élő unokaöccse általi odaajándékozásával hozhattak létre.
1913-1936 között haláláig Alapy Gyula, 1936-1940 között pedig Szombathy Viktor igazgatta a múzeumot. A Jókai Egyesület múzeumi osztályának titkára Zombory György lett. Egy időben Nehéz Ferenc kezelte a múzeumi gyűjteményeket. Könyvtárát 1945-ig Baranyay József vezette.
1947-ben a Jókai Egyesületet feloszlatták, a Kultúrpalotát lefoglalták az állam javára, az épület a Matica slovenská tulajdonába került. 1949-ben újra megnyílt a múzeumi kiállítás (már Duna Menti Múzeum néven), 1951-ben pedig a Matica Slovenská megszüntetésével a Népművelési Otthon és a Járási Könyvtár költözött az épületbe. 1968 után csak a múzeum maradt az épületben. Az épületet felújították, 1970-ben pedig megnyílt az állandó régészeti, történeti és néprajzi kiállítás. 1991-ben Liszka József vezetésével megkezdte működését a múzeum Magyar Nemzetiségi Osztálya, mely 2002-ben a múzeum szervezetének kialakításával megszűnt. 2014-ben Élet a szavannákon címmel megnyílt az Afrika élővilágát bemutató kiállítás. A Duna mente élővilágát bemutató állandó kiállítás 2015-ben nyílt meg. 2023-ban megkezdődött a Kultúrpalota felújítása.
A múzeum nagytermében rendszeresen tartanak hangversenyeket, az állandó képkiállítás legbecsesebb darabja a Feszty Árpád által Komárom vármegye megrendelésére 1896-ban festett Bánhidai csata című festmény, mely eredetileg a vármegyeháza nagytermét díszítette. Itt található a Jókai Egyesület 40 ezer kötetes könyvtára is.
A múzeum főépületének falán 1990-ben Bartók Béla-emléktáblát (a zeneszerző 1924-ben tartott itt hangversenyt), 2000-ben Harmos Károly-emléktáblát (komáromi festő és grafikus, akinek művei a múzeumban is ki vannak állítva), illetve 2006-ban pedig Alapy Gyula emléktáblát adtak át. A múzeum szervezésében rendezik évente meg a Nec arte nec marte helytörténeti iskolai vetélkedőt.
A múzeum mellett több mint 50 éve működik múzeumbaráti kör.
A múzeum gyűjteményében található többek között a tatabányai Turul-emlékmű mintájául szolgáló keselyű, világháborús emléktábla, Jókai emléktárgyak, Feszty Árpád festményei, Harmos Károly grafikái, Schnitzer Ármin által ajándékozott éggömb, illetve sok más kőemlék között egy Jupiter Dolychenus-relief is Ószőnyből, amit Milch Ármin adományozott az egyletnek.

## A Jókai-szobor

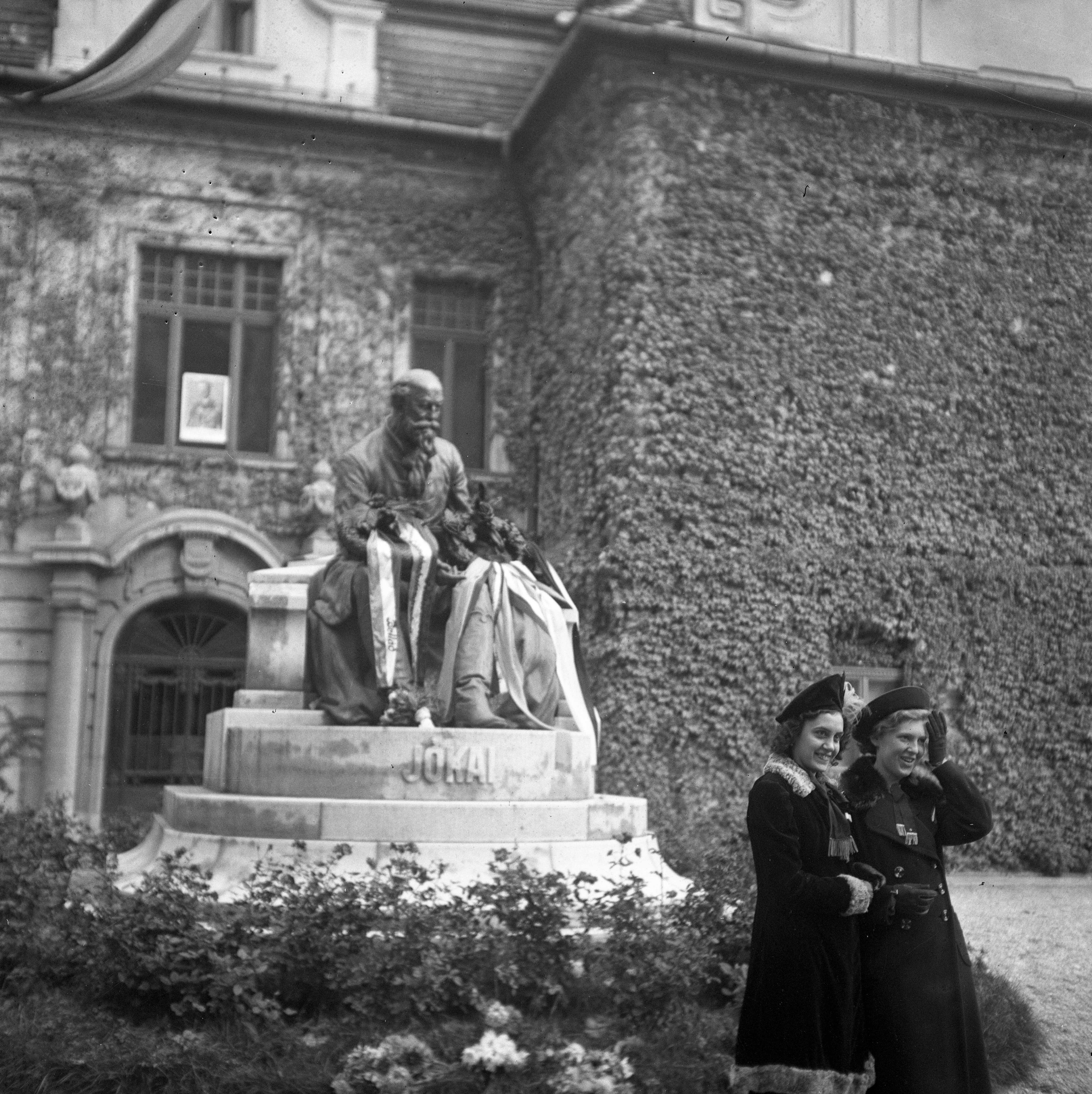
1938
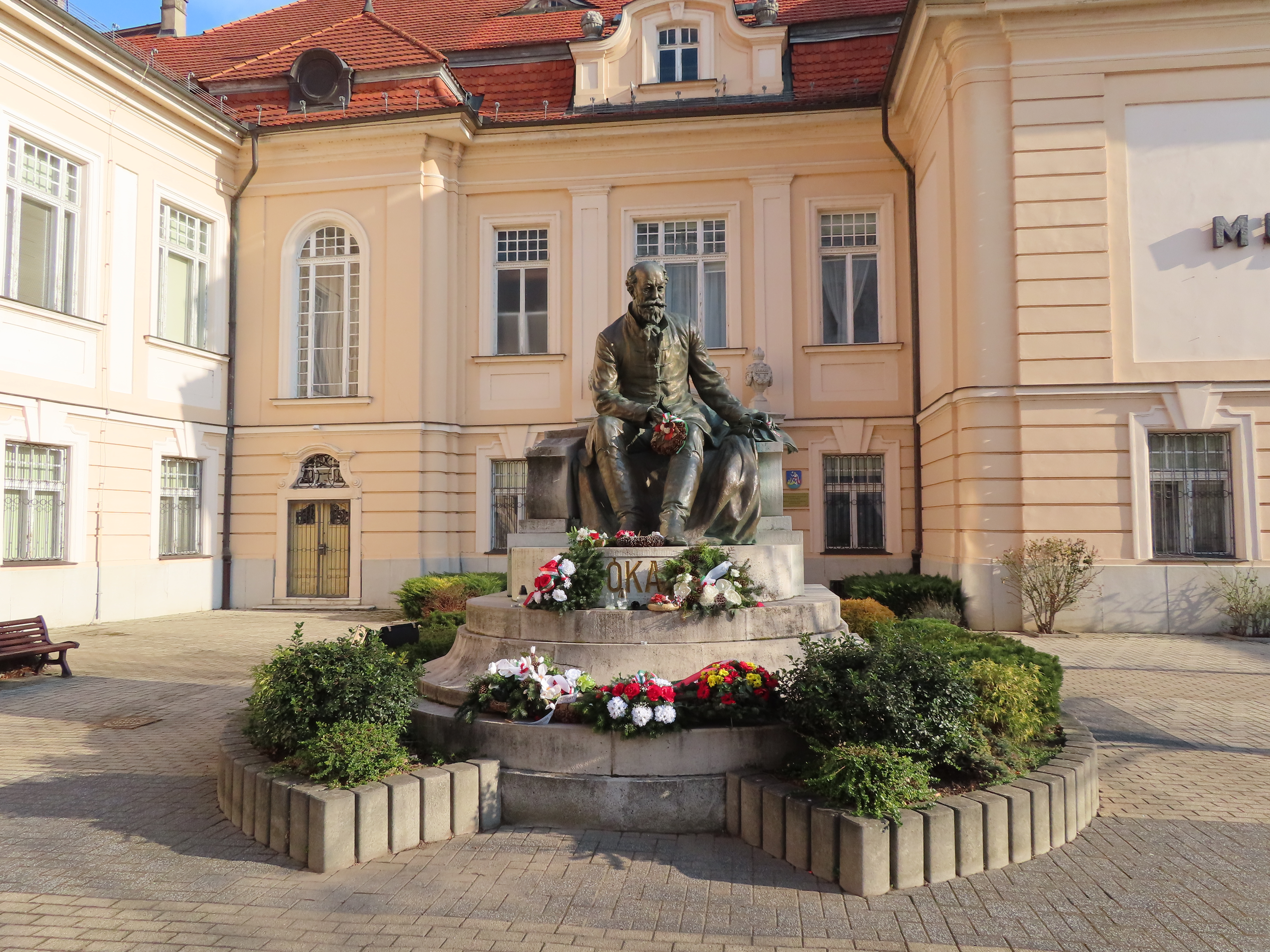
A Jókai-szobor a múzeum előtt

A múzeum előtt található Jókai Mórnak, Komárom híres szülöttének egész alakos ülőszobra, Berecz Gyula komáromi szobrászművész alkotása. A szoborállítás ötlete már rögtön az író halála után (1904) felmerült, a Komáromi Lapok felhívására 1906-ban indult meg rá a gyűjtés. Az összegyűjtött pénz azonban elúszott a hadikölcsönön, később pedig politikai okokból nem állíthattak szobrot. Végül 1936-ban a csehszlovák hatóságok engedélyezték az újabb gyűjtést, ezúttal egy év alatt összegyűlt a szükséges összeg.
A Jókai Egyesület pályázatát Berecz Gyula pályaműve nyerte, aki korabeli öltözékben, mesemondóként mintázta meg Jókai alakját. A bronzszobrot Prágában öntötték, talapzatát Komáromi Viktor készítette haraszti mészkőből. Alapkőletétele 1937. június 20-án, ünnepélyes átadása pedig (melyen az akkori csehszlovák miniszterelnök, Milan Hodža is beszédet mondott) november 28-án volt. 1945 után ezt a szobrot is eltávolították, de a ledöntött szobrok közül elsőként, 1952-ben visszakerült eredeti helyére. A restaurálását Verba Imre végezte.

## Galéria
- Jókai Mór szobra 1937-ből, Berecz Gyula alkotása a főépület előtt
- A Zichy-palota, a múzeum egyik kiállítási épülete
- A Duna Menti Múzeum jubileumi kiállítása
- Willem Jansz Blaeu-féle éggömb 1603-ból (Schnitzer Ármin komáromi rabbi ajándéka[1])
- Vízimalom makettje
- Válogatás a néprajzi gyűjteményből
- Európa legnagyobb testű röpképes madara
- Komáromi zászlók
- Válogatás a zoológiai gyűjteményből
- Jókai kiállítás 2025

## Kapcsolódó személyek
- Alapy Gyula
- Baranyay Géza
- Bausz Teodorik
- Binder Pál
- Bottay Kálmán
- Mikuláš Dušek
- Fehérváry Magda
- Gaál Ida
- Gyulai Rudolf
- Kajtár József
- Karle Sándor
- Klokner Loránd
- Konkoly Thege Miklós
- Liszka József
- L. Juhász Ilona
- Mácza Mihály
- Nagy Barna
- Nehéz Ferenc
- Pastorális Gábor
- Ratimorsky Piroska
- Alexander Reško
- Stollmann András
- Szendrey Imre
- Szijj Ferenc
- Szombathy Viktor
- Szuchy M. Emil
- Tok Béla
- Trugly Sándor
- Zombory György